# 手指轻巧的艺术
卡尔·车尔尼创作的手指轻巧的艺术，作品740（英語：The Art of Finger Dexterity，奥地利语：Diekunstder Fingerfertigkeit）是在中国大陆钢琴教学中很常用的一部练习曲集，共有50首练习曲。全套练习曲共分6集。训练技术包括音阶，琶音，八度和弦和同音反复（轮指）等。学生练习这部练习曲集通常是为弹奏更高难度的练习曲集（如莫什科夫斯基作品72或肖邦练习曲）做准备。此部作品比他以前创作的快速练习曲，作品299总体篇幅要长。这套练习曲也时常被作为钢琴业余考级，比赛和音乐学院附属小学，附属中学入学考试的规定曲目。该练习曲集中每一首都附有小标题，如第一首是“手指和手的平稳动作的练习”等等。